# Kościół Świętej Trójcy w Chynowie
Kościół Świętej Trójcy – rzymskokatolicki kościół parafialny należący do dekanatu czerskiego archidiecezji warszawskiej.
Jest to świątynia wzniesiona na początku XVII wieku. Do jej budowy użyto materiału z poprzedniego kościoła wzniesionego w 1 połowie XVI wieku. Budowla była remontowana w latach 1871 – 73, 1930 – 34 i 1948 – 50 – wówczas dobudowano kruchtę i wieżyczkę na dachu. Kolejny remont odbył się w latach 1979 – 80.

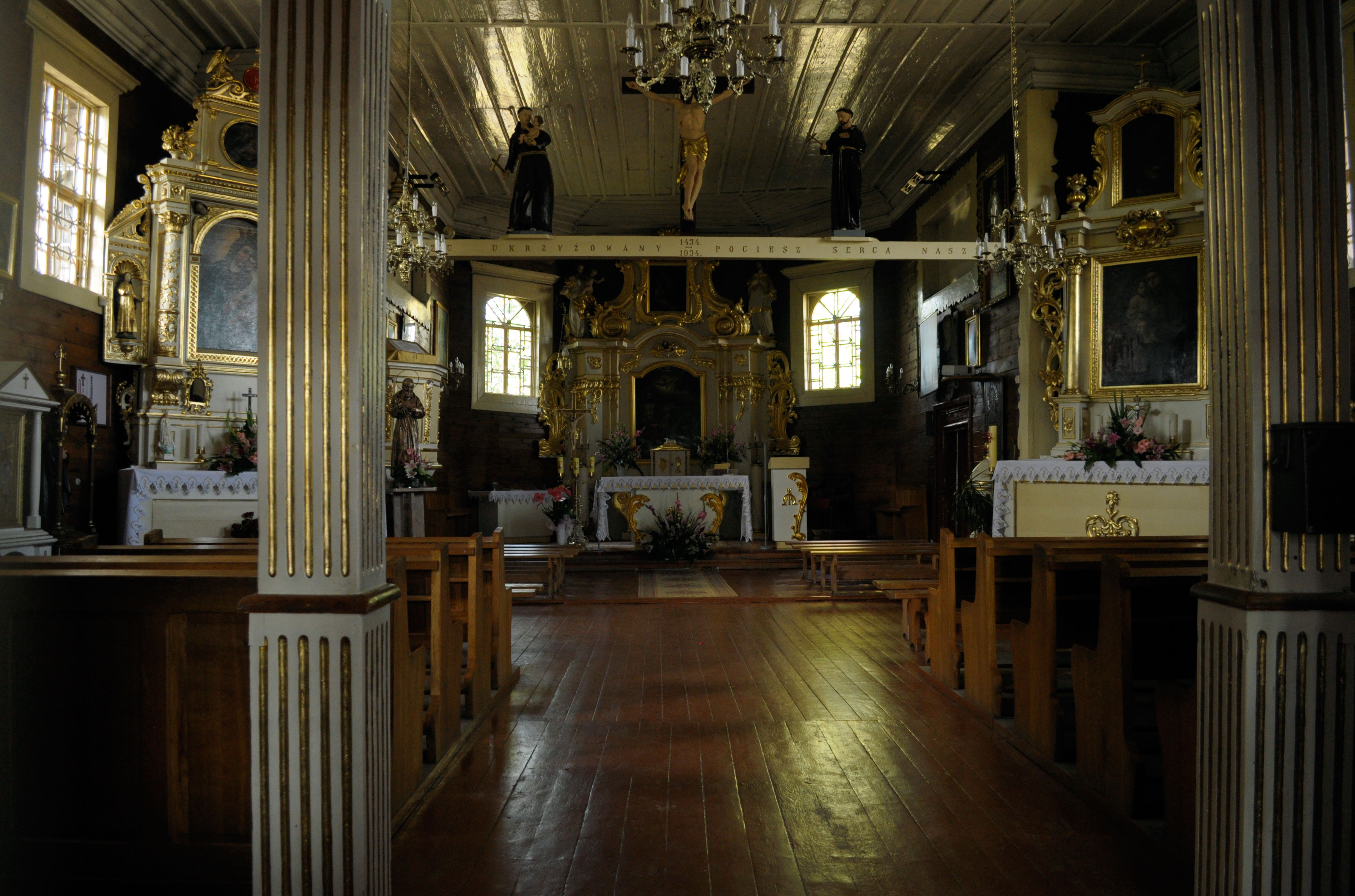
Wnętrze świątyni

Kościół jest drewniany, z jedną nawą, posiada konstrukcję zrębową. Budowla nie jest orientowana, do jej budowy użyto drewna modrzewiowego. Prezbiterium jest mniejsze w stosunku do nawy, zamknięte jest trójbocznie i posiada boczne: zakrystię i skarbczyk z lożami na piętrze i zewnętrznymi schodami. Fasadę frontową zwieńcza trójkątny szczyt i poprzedza ją kruchta. Dach świątyni jest jednokalenicowy i nakryty gontem, w jego części środkowej znajduje się czworokątna wieżyczka na sygnaturkę. Jest ona zwieńczona gontowym ostrosłupowym dachem hełmowym. Wnętrze nakryte jest stropem płaskim, obejmującym nawę i prezbiterium. Chór muzyczny jest podparty czterema słupami i posiada wysuniętą część centralną oraz prospekt organowy, który powstał około 1700 roku i instrument wykonany w 1893 roku przez Jana Szymańskiego. Kościół posiada również belkę tęczową z krucyfiksem, ołtarz główny w stylu rokokowym z 1 połowy XVIII wieku, dwa ołtarze boczne: w stylu późnorenesansowym z XVI wieku i w stylu barokowym z XIX wieku oraz ambonę w stylu barokowym z połowy XVIII wieku.